# Youthanasia
Youthanasia — шостий студійний альбом американського хеві-металу гурту Megadeth, що вийшов 1 листопада 1994 року через лейбл Capitol Records. Хоч альбом не відрізняється великим стилістичним відходом від попередніх записів групи; проте ознаменував еволюцію стилю гурту, так само як і попередній альбом Countdown to Extinction (1992). Назва альбому — це гра слів, яка означає, що суспільство евтаналізує свою молодь (з англ: youth; «молодь»: euthanasia; «евтаназія»). На обкладинці представлена літня жінка, яка вішає немовлят за ноги на наче нескінченну мотузку для білизни.
Після видання Youthanasia отримала позитивні відгуки. Альбом був комерційно успішним, досягнув 4-го місця у рейтингу Billboard 200, і був сертифікований платиновим за доставку одного мільйона примірників у США — досягнення здобуте в 1995 році. Реміксоване та ремастеризоване видання, що містить декілька бонусних пісень, було перевидано 27 липня 2004 року.

## Історія і запис альбому
Попередній студійний альбом Megadeth, Countdown to Extinction, став найбільшим комерційним досягненням гурту, піднявшись в рейтинг Billboard 200 на 2 місце і, зрештою, став подвійно платиновим. Як результат, вони часто збирали стадіони по всій Північній Америці, на додаток до росту аудиторії закордоном. З наступним альбомом, Youthanasia, гурт просунувся до більш мейнстрімного звучання.
Для Megadeth це був час проблем і конфліктів, кожні два тижні, за словами фронтмена Дейва Мастейна, відбувалися «обурливі емоційні втручання», щоб зробити групу демократією. Багато зустрічей групи в цей період стосувалися творчого контролю Мастейна над «успішною формулою», щоб решта групи могли краще проявити свою творчість. Ще однією проблемою була нерішучість того, де відбуватиметься запис. Мастейн не хотів записуватись у Лос-Анджелесі, тому врешті-решт було вирішено записати альбом у Фініксі, оскільки більшість колективу проживала в Аризоні.
Спочатку сеанси запису альбому розпочалися у студії Phase Four (Темпі) у січні 1994. Через кілька тижнів сесії були перенесені до Vintage Recorders у Фініксі і продовжені там до травня. Продюсер Макс Норман запропонував побудувати нову самовіддану студію, у співпраці з гуртом, лейбл Capitol та Maкс фінансували побудову модульної студії на складі в Південному Фініксі. Говорячи про процес запису, Мастейн сказав, що Youthanasia була написана виключно в студії. Він зазначив, що дав «більше свободи» іншим учасникам і назвав альбом «зусиллям усієї групи».
Цікавим є той факт, що були надії, що це буде «перший» альбом, записаний виключно на жорстких дисках (а не на магнітній стрічці). І Макс, і Дейв хотіли користуватись найновішими технологіями, Макс уже давно використовував комп'ютери для вибору зразків, налаштування звучання та компнування композицій. Комп'ютери для цієї мети були здебільшого моделями Apple Quadra 400/500, але невдовзі було очевидно, що магнітну стрічку доведеться використовувати.

## Твір та випуск

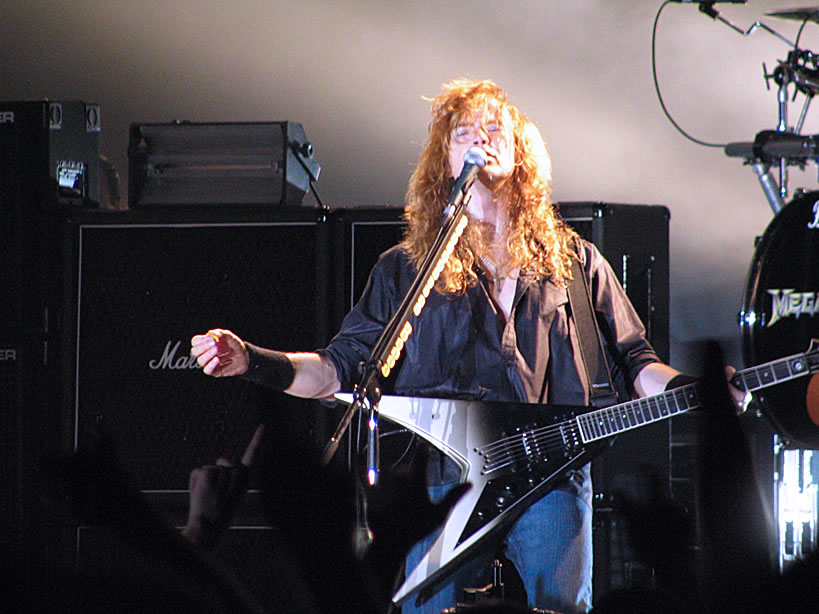
Пізніше Дейв Мастейн приписав написання Youthanasia як заслугу усіх учасників гурту, як данину успіху групи на той час.

Обкладинка альбому від Х'ю Сайма демонструє літню жінку, яка вішає немовлят за ноги на, здавалося б, нескінченну лінію одягу. За словами басиста Девіда Еллефсона, концепція обкладинки була безпосередньо натхненна рядком з заголовкового треку альбому «We've been hung out to dry» (Нас повішали щоб ми висохнули). Він пояснив, що заголовна пісня була, мабуть, найкращим уявленням того, як гурт ставиться до молодих людей, які слухають їхню музику, і що їх майбутнє готує для цих людей. Це як у вас є вибір, ви можете стати ініціативним, або ви можете обрати «Youthanasia». Назва — це поєднання слів «молодь» та «евтаназія» (з англ: youth; «молодь»: euthanasia; «евтаназія»). Мастейн заявив, що ідея цієї назви випливає із слухання справи Джека Кеворкяна, а також зменшення рівня добробуту молоді, зокрема, стосовно питань таких як наркотики, злочинність, насильство та відсутність батьківства.
Альбом вийшов 1 листопада 1994 року через лейбл Capitol Records. Просування альбому включало створення першого офіційного вебсайту групи «Megadeth, Arizona». Робін Слоун Бехтел, як автор ідеї створення сайту задумав його як «віртуальне кібермісто в кіберпросторі», де шанувальники зібралися в інтернет-товаристві, яке серед іншого пропронулало новини щодо нового альбому Megadeth. Youthanasia був комерційно успішним, дебютував і досяг свого піку під номером 4 у Billboard 200, за перший тиждень було продано 143 000 копій. Це став другий альбом колективу, який потрапив у п'ятірку рейтингу, трохи нижче ніж Countdown to Extinction, який піднявся на 2 позицію у чартах у 1992 році, і група знову досягла такої відзнаки лише у 2016 році з Dystopia. Через кілька тижнів після виходу рекорд був сертифікований платиновим Американською асоціацією компаній звукозапису (RIAA) за доставку одного мільйона примірників у США. Альбому також вдалося увійти до топ-10 у Великій Британії та інших європейських країнах. Врешті-решт він отримав платинову сертифікацію від Music Canada та срібну нагороду від Британської асоціації виробників фонограм (BPI) за доставку відповідно 100 000 та 60 000 примірників. Реміксоване та ремастеризоване видання, що містить декілька бонусних пісень та детальні альбомні нотатки, було перевидано 27 липня 2004 року.
Три сингли були випущені з Youthanasia: «Reckoning Day», «Train of Consequences» і «A Tout Le Monde». Останній пізніше буде перезаписано разом з вокалісткою Lacuna Coil Крістіною Скаббією під назвою «À Tout le Monde (Set Me Free)». Ця версія була також випущена як сингл і включена до United Abominations (2007). Як «Train of Consequences», так і «A Tout le Monde» потрапили до рейтингу Hot Mainstream Rock Tracks.
Спеціальна промо-копія альбому була видана разом з есе автора романів Діна Кунца під назвою «Годзилла vs. Megadeth».

## Музичний стиль
Youthanasia не був великим стилістичним відхиленням від попередніх записів групи. Згідно з Billboard, від барабанного початку «Addicted to Chaos» до точного інструментарію «Train of Consequences» Megadeth подає фірмове агресивне та потужне звучання. Billboard зазначив, що навіть повільніші пісні, такі як «A Tout le Monde», тяжіли до «хтивого вибуху». Автори Піт Праун та Ньюквіст висловили думку про те, що лірично Youthanasia містить більше тематичних варіацій від Megadeth. Вони написали, що запис був музично різноманітним, від повільних акустичних нот «A Tout le Monde» до «шиєзламних риффів» «Train of Consequences» та «Family Tree». Q виявив, що фірмові риффи, громові барабани та гіркий вокал все ще присутні в альбомі, а тексти пісень є більш інтроспективними.
Майк Станьо заявив, що Youthanasia має «більш традиційний тип металу». Він пояснив, що хоча музика на ряді треків залишається досить важкою, було очевидно що треш-метал «дуже дефіцитний» у цьому альбомі. Стівен Томас Ерлевін погодився, що Megadeth відмовилтися від деяких більш експериментальних, прогресивних елементів у своїй музиці. Згідно з офіційним вебсайтом групи, Youthanasia ознаменував триваючу еволюцію Megadeth, так само як і попередній альбом. Говорячи про стилістичний напрям альбому, тодішній гітарист Марті Фрідман сказав що колектив робить те, що виходить найкраще і не буде пробувати змінюватись для того щоб слідувати за трендами.

## Прийняття критиками
Після виходу альбом отримав позитивні відгуки. Стівен Томас Ерлевін, переглядаючи альбом для AllMusic, зауважив, що порівняно з Countdown to Extinction альбому не вистачає фокусу. Однак Ерлевін заувважив, що якість виробництва альбому перекрила цей недолік Він також прихильно прокоментував «Train of Consequences», завдяки його «відбійним риффам». Майк Стагно з Sputnikmusic позитивно оцінив альбом. Хоча, зазначив, що альбом, як і його попередник, був чітким відхиленням від звучання у альбомі 1990 року Rust in Peace, Стагно припустив, що недостача швидкого темпу компенсується легким запам'ятовуванням треків.
У сучасному огляді журнал Q писав, що Youthanasia має «більшу глибину та широту, ніж попередники». Том Сінклер з Entertainment Weekly у короткому огляді альбому, сказав, що Youthanasia «вражає, але не впливає». Ніл Арнольд з Metal Force назвав платівку «останнім справжнім опусом Megadeth до спаду середини-кінця 90-х». Далі він сказав, що альбом «блідне» порівняно з попередніми записами, але все ще зберігає групу в їх стихії. Пол Коріо в ретроспективному огляді для Rolling Stone написав, що в альбомі є «метал-машинна музика», яка «відкалібрована на вбивства». Він виділив «Elysian Fields» та «Victory» як приклади Мастейна на піку. Незважаючи на злість деяких шанувальників, Піт Проун назвав Youthanasia «більш ніж гідним наступником» Countdown to Extinction. У 2014 році Guitar World поставила Youthanasia на 29 сходинку у своєму списку «Superunknown: 50 Iconic Albums That Defined 1994».

## Гастролі та наслідки
Megadeth провели багато концертів на підтримку Youthanasia. Вони розпочали гастролі в листопаді 1994 року, виступаючи в Південній Америці. Тур продовжився в 1995 році, разом з рядом груп розігріву, таких як Korn, Flotsam і Jetsam і Fear Factory. У цей період Megadeth також побували у Європі, де вони пробули вісім тижнів. Після виступу перед європейськими шанувальниками Еллефсон сказав, що на його думку важкий метал і особливо Megadeth є на передньому плані музики в Європі і відзначив збільшену відвідуваність виступів гурту. Всесвітнє турне закінчилося у вересні 1995 року, коли група виступила на фестивалі Monsters Of Rock у Південній Америці разом з Оззі Осборном та Елісом Купером як хедлайнери.
У середині 1995 року група зазнала змін з боку бізнесу. Менеджер Рон Лафітт був найнятий EMI Records і фактично розпустив свою компанію з менеджменту. Пізніше Megadeth підписали угоду з ESP Management і найняли Буда Прагера, попереднього менеджера Foreigner і Bad Company, як нового креативного менеджера колективу. Як і Макс Норман перед ним, Прагер став дуже впливовим у формуванні напрямку гурту. В інтерв'ю для Hard Rock Examiner Мастейн розповів, що існувала можливість виконання альбому у повному обсязі наживо у 2014 році, для вшанування 20-річної річниці виходу запису.

## Перелік пісень
Автор музики і слів Дейв Мастейн, крім зазначених місць.[†]. 
| Перша сторона | Перша сторона           | Перша сторона           | Перша сторона          | Перша сторона |
| #             | Назва                   | Автор слів              | Автор музики           | Тривалість    |
| ------------- | ----------------------- | ----------------------- | ---------------------- | ------------- |
| 1.            | «Reckoning Day»         | Мастейн, Девід Еллефсон | Мастейн, Марті Фрідман | 4:34          |
| 2.            | «Train of Consequences» |                         |                        | 3:26          |
| 3.            | «Addicted to Chaos»     |                         |                        | 5:26          |
| 4.            | «A Tout le Monde»       |                         |                        | 4:28          |
| 5.            | «Elysian Fields»        | Мастейн, Еллефсон       |                        | 4:03          |
| 6.            | «The Killing Road»      |                         |                        | 3:57          |

| Друга сторона | Друга сторона             | Друга сторона     | Друга сторона                     | Друга сторона |
| #             | Назва                     | Автор слів        | Автор музики                      | Тривалість    |
| ------------- | ------------------------- | ----------------- | --------------------------------- | ------------- |
| 7.            | «Blood of Heroes»         |                   |                                   | 3:57          |
| 8.            | «Family Tree»             |                   | Мастейн, Еллефсон, Нік Менца      | 4:07          |
| 9.            | «Youthanasia»             |                   |                                   | 4:09          |
| 10.           | «I Thought I Knew It All» | Мастейн, Еллефсон | Мастейн, Фрідман, Еллефсон, Менца | 3:44          |
| 11.           | «Black Curtains»          |                   | Мастейн, Фрідман                  | 3:39          |
| 12.           | «Victory»                 |                   |                                   | 4:27          |
| 49:57         |                           |                   |                                   |               |

| Бонусні пісні японської версії альбому | Бонусні пісні японської версії альбому    | Бонусні пісні японської версії альбому | Бонусні пісні японської версії альбому |
| #                                      | Назва                                     | Автор слів                             | Тривалість                             |
| -------------------------------------- | ----------------------------------------- | -------------------------------------- | -------------------------------------- |
| 13.                                    | «Crown of Worms [Демо версія]»            | Шон Харріс, Мастейн                    | 3:18                                   |
| 14.                                    | «Holy Wars...The Punishment Due» (наживо) |                                        | 6:57                                   |
| 15.                                    | «Symphony of Destruction» (наживо)        |                                        | 3:44                                   |
| 16.                                    | «Sweating Bullets» (наживо)               |                                        | 4:46                                   |

| Бонусні пісні ремасеризованого видання 2004 року | Бонусні пісні ремасеризованого видання 2004 року | Бонусні пісні ремасеризованого видання 2004 року | Бонусні пісні ремасеризованого видання 2004 року | Бонусні пісні ремасеризованого видання 2004 року |
| #                                                | Назва                                            | Автор слів                                       | Автор музики                                     | Тривалість                                       |
| ------------------------------------------------ | ------------------------------------------------ | ------------------------------------------------ | ------------------------------------------------ | ------------------------------------------------ |
| 13.                                              | «Millennium of the Blind»                        |                                                  | Мастейн, Фрідман                                 | 2:15                                             |
| 14.                                              | «New World Order» (Демо версія)                  | Мастейн, Менца                                   | Мастейн, Фрідман, Еллефсон                       | 3:45                                             |
| 15.                                              | «Absolution»                                     | -                                                | Мастейн, Фрідман                                 | 3:27                                             |
| 16.                                              | «A Tout le Monde»                                |                                                  |                                                  | 6:20                                             |

↑  † Після виходу перевидання альбому в 2004 році Дейв Мастейн приписує авторство всіх пісень Еллефсону / Фрідману / Менці / Мастейну

## Персонал
Приписання заслуг адаптоване з альбомних нотаток.
| Megadeth - Дейв Мастейн — вокал, ритм-гітара, ведуча гітара - Марті Фрідман — ведуча гітара на всіх піснях, ритм-гітара - Девід Еллефсон — бас-гітара - Нік Менца — барабани Додаткові музиканти - Джиммі Вуд — гармоніка у «Train of Consequences» та «Elysian Fields» | Виробництво - Продюсери — Макс Норман та Дейв Мастейн - Помічник інженера — Майк Таччі - 2-й помічник інженера та барабанний технік — Брюс Джейкобі - Технік гітари / бас-гітари / підсилювача, програмування ефектів, інженер демо-запису — Майкл Кей - Мастеринг — Боб Людвіг | 2004 р. Ремікс та ремастер - Продюсер — Дейв Мастейн - Зведення — Ральф Патлан та Дейв Мастейн - Розроблений Ральфом Патланом та Ланс Діном - Редагували Ленс Дін та Скотт «Sarge» Гаррісон з Бо Колдвеллом - Мастеринг Том Бейкер |

## Рейтинги
| Рейтинги (1994)                 | Найвища позиція |
| ------------------------------- | --------------- |
| Австралійський альбомний чарт   | 9               |
| Австрійський альбомний чарт     | 26              |
| Бельгійський альбомний чарт     | 30              |
| Канадський альбомний чарт       | 11              |
| Голландський альбомний чарт     | 20              |
| Німецький альбомний чарт        | 13              |
| Японський альбомний чарт        | 11              |
| Новозеландський альбомний чарт  | 10              |
| Шведський альбомний чарт        | 4               |
| Швейцарський альбомний чарт     | 32              |
| Альбомний чарт Великої Британії | 6               |
| США Billboard 200               | 4               |

| Рейтинги (1994)                      | Сингл                   | Найвища позиція |
| ------------------------------------ | ----------------------- | --------------- |
| США Billboard Mainstream Rock Tracks | «Train of Consequences» | 29              |
| Чарт синглів Великої Британії        | «Train of Consequences» | 22              |
| Рейтинги (1995)                      | Сингл                   | Найвища позиція |
| США Billboard Mainstream Rock Tracks | «A Tout le Monde»       | 31              |

## Сертифікації
| Регіон                                                                                          | Сертифікація | Продажі    |
| ----------------------------------------------------------------------------------------------- | ------------ | ---------- |
| Канада (Music Canada)                                                                           | Платиновий   | 100 000^   |
| Фінляндія (IFPI Finland)                                                                        | Золотий      | 20 216     |
| Велика Британія (BPI)                                                                           | Срібний      | 60 000^    |
| США (RIAA)                                                                                      | Платиновий   | 1 000 000^ |
| *продажі, що базуються лише на сертифікаціях ^відвантаження, що базуються лише на сертифікаціях |              |            |